# NGC 1281
NGC 1281 je galaksija u zviježđu Perzej.

## Vanjske poveznice
- SEDS: NGC 1281